# Tiachiv
Tiachiv (tiếng Ukraina: Тячів) là một thành phố của Ukraina. Thành phố này thuộc tỉnh Zakarpattia. Thành phố này có diện tích ? km2, dân số theo điều tra dân số năm 2001 là 9786 người.